# Commission pontificale pour le patrimoine culturel de l'Église
La Commission pontificale pour le patrimoine culturel de l'Église est une institution de la Curie romaine, gardienne du patrimoine historique et artistique de l'Église. Ce qui comprend des œuvres d'art, des documents historiques et des livres conservés dans les musées, les bibliothèques et les archives, considérés comme des instruments privilégiés au service de la catéchèse, de l'évangélisation et les lieux approprié pour la conservation du patrimoine religieux. 
Elle collabore également à la conservation de ce patrimoine avec les églises et leurs organisations épiscopales respectives et favorise une plus grande prise de conscience de l'Église à propos de ces richesses. 
Elle est fondée sous le nom de Commission pontificale de la conservation du patrimoine de l'art et de l'histoire de l'Église, le 28 juin 1988 par le pape Jean-Paul II (articles 99-104 de la constitution apostolique Pastor Bonus) et a pris son nom actuel, par motu proprio, en mars 1993.
Par le motu proprio Pulchritudinis fidei du 30 juillet 2012, le pape Benoît XVI a unifié la Commission pontificale pour le patrimoine culturel de l'Église avec le Conseil pontifical pour la culture, cette disposition est entrée en vigueur le 3 novembre suivant, mettant fin à la commission.

## Présidents de la Commission pontificale
- Antonio Innocenti  (8 octobre 1988 - 1er juillet 1991)
- Francesco Marchisano  (4 mai 1993 - 13 octobre 2003), également archevêque titulaire de Populonia (de)
- Mauro Piacenza  (13 octobre 2003 - 7 mai 2007)
- Gianfranco Ravasi (3 septembre 2007 - 3 novembre 2012)